# هیروکی تاناکا
هیروکی تاناکا (انگلیسی: Hiroki Tanaka؛ زادهٔ ۲۵ مهٔ ۱۹۹۱) بازیکن فوتبال اهل ژاپن است.